# Milorad Ekmečić
Milorad Ekmečić (cyr. Милорад Екмечић; ur. 4 października 1928 w Prebilovci, zm. 29 sierpnia 2015 w Belgradzie) – serbski historyk.

## Życiorys
W 1952 roku ukończył studia historyczne na Wydziale Filozoficznym Uniwersytetu w Zagrzebiu. W 1958 roku na tej samej uczelni uzyskał stopień naukowy doktora. W latach 1952–1992 był zatrudniony na Uniwersytecie Sarajewskim. W latach 1992–1994 pracował na Uniwersytecie w Belgradzie, po czym przeszedł na emeryturę.
Był członkiem zwyczajnym Bośniackiej Akademii Nauk i Serbskiej Akademii Nauk i Sztuk oraz członkiem korespondencyjnym Czarnogórskiej Akademii Nauk. Przedmiotem jego zainteresowań naukowych była historia Europy Południowo-Wschodniej oraz XIX-wieczna i XX-wieczna historia ludów południowosłowiańskich.

## Wybrane dzieła
(opracowano na podstawie materiału źródłowego)
- Nacionalna politika Srbije prema Bosni i Hercegovini i agrarno pitanje 1844–1875 (1959)
- Ustanak u Bosni i Hercegovini 1875–78 (1960)
- Ratni ciljevi Srbije 1914 (1973)
- Stvaranje Jugoslavije: 1790–1918 (1989)
- Dugo kretanje između klanja i oranja: istorija Srba u Novom veku (1492–1992) (2010)